# 金陵大学小礼拜堂
金陵大学小礼拜堂又称戴籁三纪念堂（Twinem Memorial Chapel），原为金陵大学的大小两座礼拜堂之一，现为南京大学鼓楼校区小礼堂。
1923年9月，金大的圣经课年轻教师戴籁三猝然离世。1931年，在金陵大学第十二次校董会上，戴籁三夫人提出捐建戴籁三纪念祈祷室（Twinem Memorial Prayer Hall），以纪念亡夫。建筑费用约四千五百元，由齐兆昌工程师设计，可容百人集会。1933年4月15日复活节祈祷室落成使用。小礼拜堂建筑造型仿照中国古代的庙宇，为单层歇山顶建筑，清水青砖墙，设有拱门，建築面積90平方米。小礼拜堂建成后，金陵大学的朝会地点进行重新安排：周一和周五的朝会在大礼拜堂进行，周二、三、四的朝会在戴氏祈祷室（小礼拜堂）进行。大礼拜堂主要用于大规模宗教集会、主日礼拜、总理纪念周、毕业典礼等大型活动，小礼拜堂用于灵修、祈祷和小规模宗教集会。
堂前建有钟亭。后毁于兵燹，铜钟遗失。2002年为庆祝百年校庆，予以重建。
金陵大学小礼拜堂现为全国重点文物保护单位金陵大学旧址的组成部分。